# Ольга (Гобзева)
Черниця Ольга (в миру — Ольга Фроловна Гобзева; 16 березня 1943, Москва) — радянська і російська актриса театру та кіно, з 1992 року — черниця Російської православної церкви, громадська діячка.

## Біографія
Ольга Гобзева народилася в сім'ї шофера . Випускниця ВДІКу (майстерня Бориса Бабочкина).
Знялася більш ніж в 40 фільмах, серед яких такі, як «Крила », «Портрет дружини художника », «Операція „Трест“», «Фокусник», «Одного разу двадцять років потому». Багато працювала на дубляжі іноземних фільмів. Працювала в Театрі кіноактора з 1966 по 1990 рік.
Жила в Москві. Була одружена, є син - Святослав.
У 1992 році прийняла чернечий постриг з ім'ям Ольга. Жила в одному з московських монастирів, у другій половині 2000-х років вела дитячу православну передачу на «Народному радіо» в Москві. Про своє життя Ольга розповіла в інтерв'ю для програми «Пусть говорят» з Андрієм Малаховим, що вийшла в ефір Першого каналу 25 червня 2013 року.
У 2016 році указом правлячого архієрея Кам'янсько-Алапаєвська єпархії призначена виконуючою обов'язки ігумені Єлисаветинського жіночого монастиря міста Алапаєвська . Восени того ж року Ольга в складі російської делегації в 13-й раз взяла участь в XIV Фестивалі театру і кіно «Амурська осінь», який проходив в китайському місті Шеньян (провінція Ляонін ).
З 16 червня 2018 до 26 січня 2019 року вела авторський цикл про радянських акторів «Світла пам'ять» на телеканалі Спас.

## Творчість

### Фільмографія
- 1962 - Гей, хто-небудь! (Короткометражний) - дівчина
- 1964 - Застава Ілліча - Віра
- 1965 - Пригоди зубного лікаря - Таня
- 1965 - Коли відлітають лелеки - Іляна
- 1966 - Чи не найвдаліший день - Анечка
- 1966 - Крила - журналістка
- 1966 - Рік як життя - Даша
- 1966 - У місті С. - вчителька
- 1966 - День без числа - Валентина
- 1967 - Фокусник - Ліля Кукушкіна
- 1967 - Пароль не потрібен - Постишева
- 1967 - Операція Трест - Зоя
- 1968 - Три дні Віктора Чернишова
- 1969 - Вальс - мати
- 1969 - Старий будинок   1972 - Їхали в трамваї Ільф і Петров -
- Женя
- 1972 - Хроніка ночі - Габі
- 1973 - Товаришу генерале - молодший сержант Зіна Лукіна, зв'язкова
- 1975 - Таке коротке довге життя - Аня, балерина 1975 - Остання жертва - модистка-француженка 1979 - Капітан Збреши-голова - мама Завітайкіних
- 1979 - Сьогодні і завтра - Ніна Михайлівна   1980 - Будинок біля кільцевої дороги (фільм-театр)
- — Ксенія
- 1980 - Одного разу, 20 років потому - поетеса 1981 - Портрет дружини художника - Ася
- 1983 - Петля - Меншутіна
- 1984 - Другий раз в Криму - медсестра
- 1984 - Цей фантастичний світ. Десятий випуск. Знак Саламандри - Едіт, дружина Роллінга
- 1986 - Потрібні люди - вчитель танців
- 1986 - Міст через життя - Наталя
- 1987 - Нетерпіння душі - Ольга Борисівна Лепешинська
- 1987 - Вільне падіння
- 1988 - Фуга - жінка
- 1989 - Етюди про Врубеля - Емілія Прахова 1990 - Хлопчики - мама Іллі Снєгірьова
- 1990 - Нині прославився син людський - мати 1990 - Старий будинок - Наталя
- 1992 - Господи, прости нас грішних - Варвара

### Озвучування
- 1969 - Квітка кактуса - Тоні Сіммонс (роль Голді Хоун )
- 1976 - прокажених - Стефця Рудецька (роль Ельжбети Старостецкой )
- 1974 - Піаф - Едіт (роль Б. Арьель)
- 1979 - Бар'єр - Доротея (роль В. Цвєткової )
- 1979 - Імеретинській ескізи - закадровий текст
- 1980 - Друга дружина - Ірен (роль Ізабель Юппер )
- 1980 - Скупий - Маріанна (роль Анн Кодрі )
- 1981 - Американська трагедія - Сондра Фінчлі (роль А. Алексахіної )
- 1981 - Невдахи - Мері (роль Корінн Шарбі )
- 1982 - Казки ... казки ... казки старого Арбату - Виктоша (роль Л. Сучкова )
- 1982 - Знахар - Марися (роль А. димний )
- 1983 - Анна Павлова

### Озвучування мультфільмів
- 1978 — Муми-тролли — Снифф
- 1979 — Квакша — Ласточка
- 1980 — Акаиро — мальчик / Акаиро